# Peter Taylor (roer)
Peter Taylor (født 3. januar 1984 i Lower Hutt, New Zealand) er en newzealandsk tidligere roer.
Taylor vandt bronze i letvægtsdobbeltsculler ved OL 2012 i London. Hans makker i båden var Storm Uru. Newzealænderne sikrede sig tredjepladsen efter en finale, hvor Danmark og Storbritannien tog guld- og sølvmedaljerne. Han deltog i samme disciplin ved OL 2008 i Beijing, også sammen med Uru, hvor det dog kun blev til en 7. plads. Ved OL 2016 i Rio de Janeiro var han med i den newzealandske letvægtsfirer.
Taylor og Uru vandt desuden en VM-guldmedalje i letvægtsdobbeltsculler ved VM 2009 i Polen.

## OL-medaljer
- 2012:  Bronze i letvægtsdobbeltsculler